# They Dare Not Love
They Dare Not Love is een Amerikaanse dramafilm uit 1941 onder regie van James Whale.

## Verhaal
Als de nazi's aan de macht komen in Oostenrijk, vlucht prins Kurt von Rotenberg naar Londen. Hij maakt er kennis met een mooie Oostenrijkse immigrante en beseft door haar dat het een vergissing was om zijn vaderland te verlaten. Hij sluit een akkoord met de nazi's, zodat hij kan terugkeren in ruil voor de vrijlating van enkele Oostenrijkse gevangenen. De nazi's houden hun woord echter niet.

## Rolverdeling
| Acteur       | Personage                |
| ------------ | ------------------------ |
| George Brent | Prins Kurt von Rotenberg |
| Martha Scott | Marta Keller             |
| Paul Lukas   | Baron von Helsing        |